# Ubexy
Ubexy is een gemeente in het Franse departement Vosges (regio Grand Est) en telt 169 inwoners (2004). De plaats maakt deel uit van het arrondissement Épinal.

## Geografie
De oppervlakte van Ubexy bedraagt 5,0 km², de bevolkingsdichtheid is 33,8 inwoners per km².
De onderstaande kaart toont de ligging van Ubexy met de belangrijkste infrastructuur en aangrenzende gemeenten.

## Demografie
Onderstaande figuur toont het verloop van het inwonertal (bron: INSEE-tellingen).

## Galerij

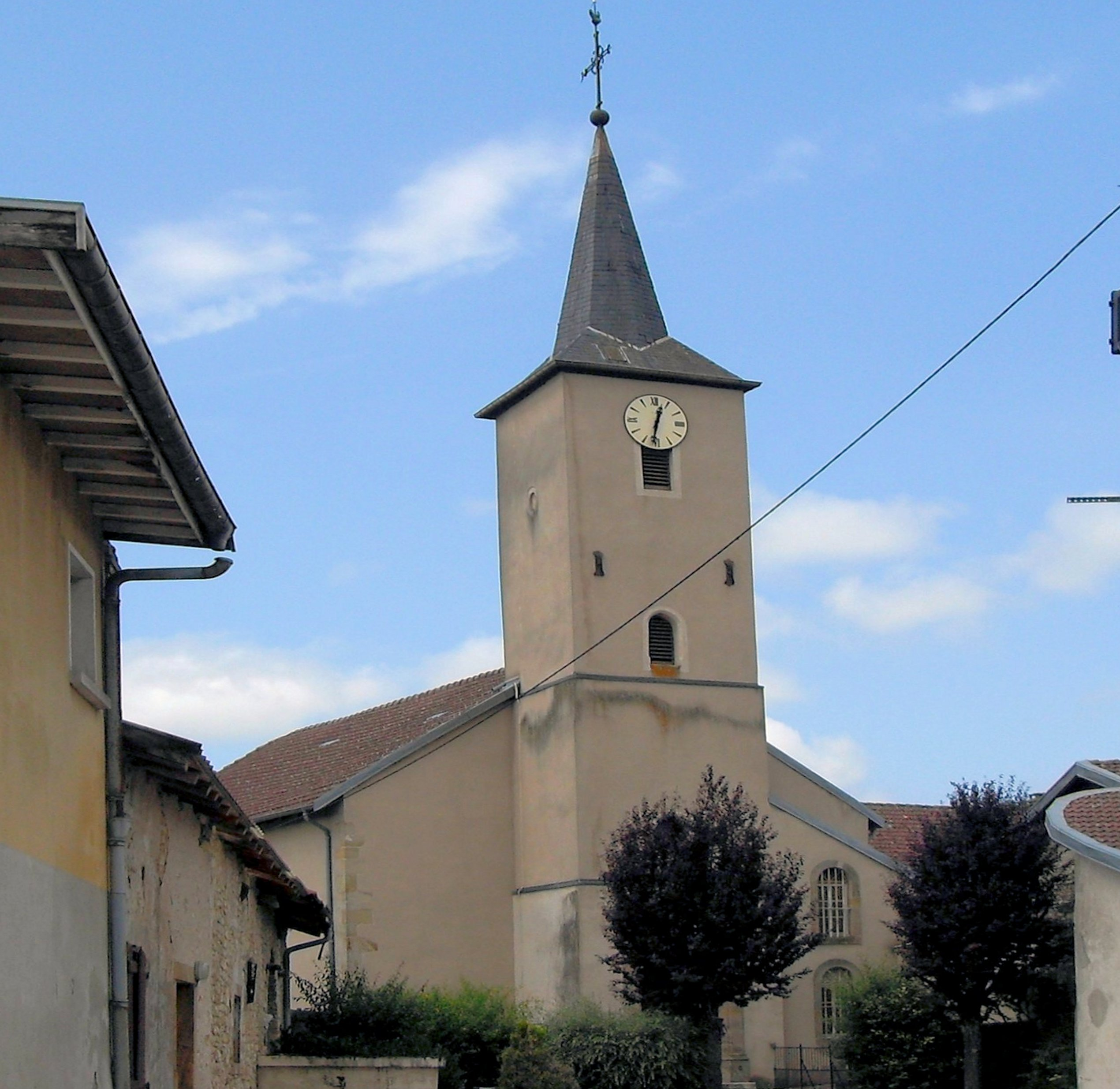
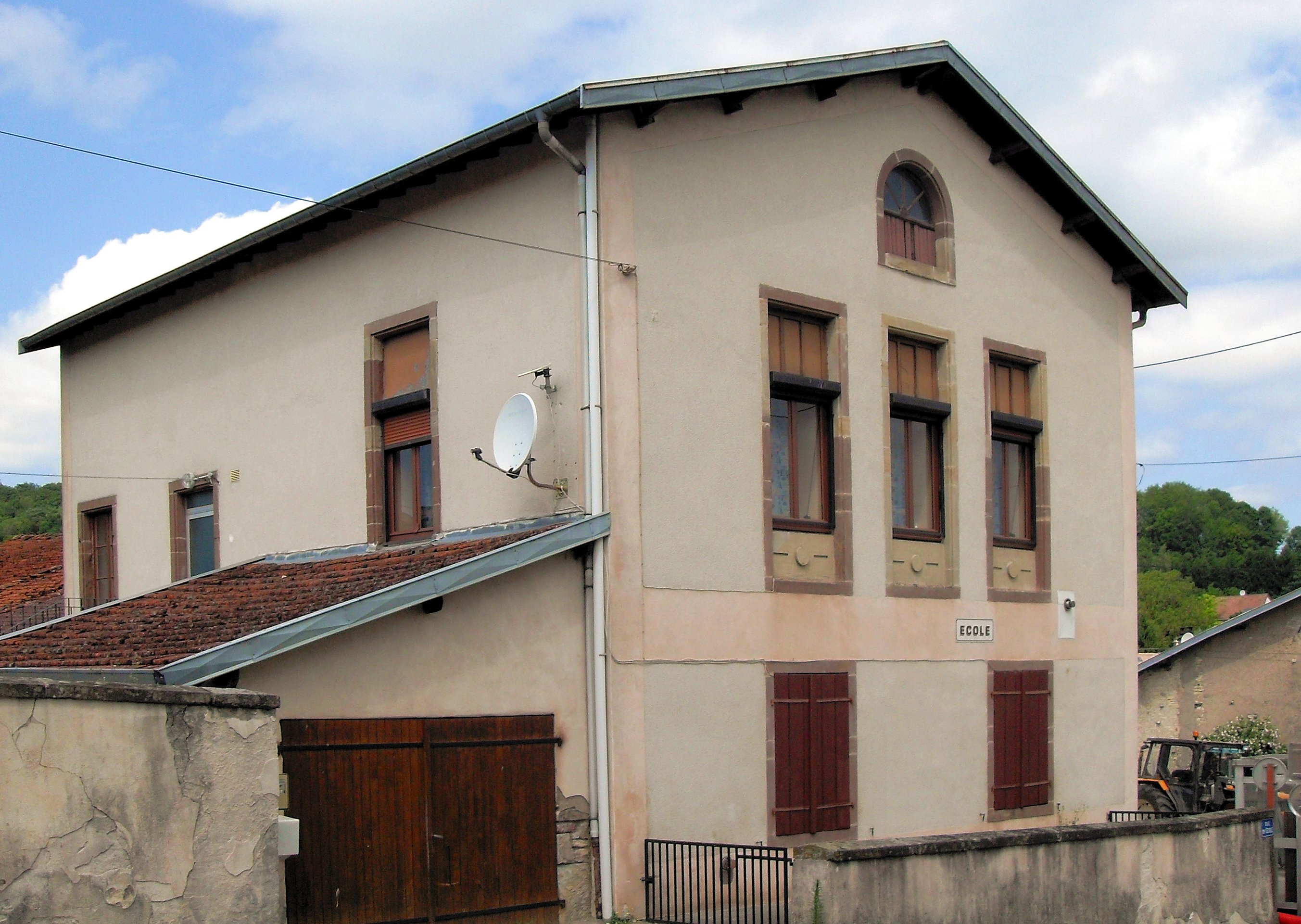